# 露西·佩文西
露西·佩文西（英語：Lucy Pevensie）是英國作家C·S·路易斯所著奇幻小說《納尼亞傳奇》系列中的虛構人物，在《獅子·女巫·魔衣櫥》、《賈思潘王子》、《黎明行者號》、《奇幻馬和傳說》和《最後的戰役》中均有登場。
露西是納尼亞系列故事的四名主角之一，佩文西家的小妹，善良而充滿好奇心，她是四人中最早發現納尼亞的人。在成為納尼亞王國的四名君主之一後，人稱「英勇的露西女王」。

## 人物生平

### 獅子·女巫·魔衣櫥
二戰期間由於倫敦遭受空襲，露西與兄長彼得、愛德蒙和姊姊蘇珊一同前往鄉間的寇克老教授家中暫住。一次，她與兄姊們玩捉迷藏時發現了魔衣櫥並藉由它進入納尼亞的燈野，在這個奇幻世界中結識了善良的人羊吐納思先生。後來兄姊們也陸續進入納尼亞，他們為解救這個被白女巫控制的世界而加入獅王亞斯藍的陣營，聖誕老人送給露西一根匕首和一瓶可以療傷的果露，後來露西靠這瓶果露治癒了許多傷者。
露西與蘇珊並沒有參與對抗白女巫的貝路納之役，她們兩人目睹了白女巫在石桌上殺死亞斯藍以及後來石桌破裂、亞斯藍復活的情況。亞斯藍帶著露西與蘇珊來到白女巫的城堡，釋放了那些被白女巫化成石像的人民，一同去支援正在奮戰的彼得和愛德蒙等人，打敗了白女巫的軍隊。不久後，露西等四人在凱爾帕拉瓦宮被亞斯藍加冕為納尼亞王國的君主，四人共同統治納尼亞，其中露西的稱號是「英勇的露西女王」。十五年後，露西等四人在追逐白雄鹿時意外重返人類世界，發現時間只流逝了不過幾秒鐘，自己仍然是孩子。

### 奇幻馬和傳說
故事發生於露西等四人統治納尼亞的時期。南方卡羅門王國羅八達王子率軍試圖打下亞成地和納尼亞兩個王國，露西率一隊弓箭手與愛德蒙參戰，援助亞成地。

### 賈思潘王子
露西等四人在英國一間火車站等車時，被納尼亞賈思潘王子吹響的號角招回納尼亞。在四人與矮人川卜金前往賈思潘王子的營地途中，露西是他們之中唯一一個見到亞斯藍的人。在戰役期間，露西與蘇珊仍跟隨亞斯藍，見證他喚醒山精樹怪和水神的歷程。

### 黎明行者號
露西與愛德蒙在親戚史瓜家暫住時，與討人厭的表弟尤斯提一起進入納尼亞，加入賈思潘國王與黎明行者號的冒險旅程。在蹩腳仙島，露西大膽翻閱魔法書，唸出咒語解除柯瑞金與蹩獨腳仙們被隱形的魔咒。航程的最後，亞斯藍告訴她和愛德蒙：他們因為年紀太大，已經不能再來納尼亞了。

### 最後的戰役
在這本書中，露西與彼得、愛德蒙、狄哥里、波莉、尤斯提、姬兒等人在火車事故中不幸身亡，他們再度回到即將滅亡的納尼亞，並一起進入新的納尼亞——亞斯藍的國度，在那裡露西再度與老友吐納思先生以及老脾氣、海狸夫婦等其他人重逢。

## 原型
露西這個名字取自於作者C·S·路易斯的教女露西·巴菲德的名字，路易斯在《獅子·女巫·魔衣櫥》的題詞中表示此書是獻給露西·巴菲德的，「我為妳寫下這個故事」。
C·S·路易斯之弟華倫·路易斯曾向道格拉斯·葛瑞罕表示露西的原型是戲劇女演員吉兒·佛洛依德，她是在二戰期間前往窯屋躲避戰火的兒童之一:216，時年16歲的她與眾不同，是名虔誠的天主教徒，與路易斯和其他人的關係都特別好。吉兒也曾讀過《獅子·女巫·魔衣櫥》，但一直不知道她自己就是露西的原型，直到21世紀過後從道格拉斯·葛瑞罕口中得知，但她仍相當低調，表示：「我確信孩子們不會想知道這位老太太就是露西」。

## 改編
在80年代的BBC電視劇《納尼亞傳奇》中，由蘇菲·威爾克斯飾演露西·佩文西。
在納尼亞傳奇系列電影中，皆由喬基·亨莉飾演露西·佩文西。

## 外部連結
- 網際網路電影資料庫上露西·佩文西的資料（英文）